# Le Bonheur (film, 1934)
 (février 2020).
Si vous disposez d'ouvrages ou d'articles de référence ou si vous connaissez des sites web de qualité traitant du thème abordé ici, merci de compléter l'article en donnant les références utiles à sa vérifiabilité et en les liant à la section « Notes et références ».
Pour les articles homonymes, voir Le Bonheur.
Pour plus de détails, voir Fiche technique et Distribution.
Le Bonheur est un film français de Marcel L'Herbier réalisé en 1934.
Un dessinateur considéré comme un anarchiste fanatique, blesse d'une balle une vedette du cinéma par haine de ce qu'elle représente devant ses admirateurs. Aux assises, la belle comédienne plaide en sa faveur par amour pour lui.

## Synopsis
Philippe Lutcher est un dessinateur fantasque, qui se cache sous le pseudonyme de Chakal. Il est chargé par son journal anarchiste de croquer la silhouette des célébrités mondaines. Ainsi, le jour du retour en France depuis New York de Clara Stuart, la grande vedette du music-hall et du cinéma mondial, il est dans la foule venue accueillir la star gare Saint-Lazare pour faire son portrait caricaturé, à son insu.
Au fur et à mesure qu'il apprend à la connaître, Philippe se rend compte que la vie que mène Clara est abjecte, et qu'elle est loin de correspondre aux idéaux auxquels il croit fortement. Ses convictions contre elle sont si fortes qu’il en arrive à se demander si elle mérite de vivre.
Un soir, Philippe assiste au récital de Clara, en compagnie d'une amie et malgré tout son mépris pour Clara, il ne peut surmonter son émotion lorsqu'elle chante sa chanson fétiche, Le bonheur. De son côté, Clara dans sa loge n'apprécie guère le féroce coup de crayon du caricaturiste. À la sortie du théâtre, incapable de maîtriser son trouble et par principe de détestation de tout ce qu'elle représente, il la blesse d'une balle de revolver tiré par la porte de sa voiture, mais les jours de la star ne sont pas en danger. Celle-ci est surtout inquiète de savoir qui et pourquoi on a tenté de l'assassiner alors qu'elle aime les pauvres et fait du bien autour d'elle ?
Se retrouvant aux Assises où il est accusé de tentative de meurtre et risquant la peine de mort, Philippe déclare sans vergogne que Clara symbolise à ses yeux de révolté la décadence d'une société qui a besoin d'idoles et de vedettes qui vivent dans le luxe en faisant fructifier leurs cachets avec l'immense adulation d'un public à ses pieds. Contre toute attente, un revirement inattendu se produit : Clara, au terme d'une vibrante plaidoirie qui ressemble à s'y méprendre à un numéro de tragédienne, prend la défense de son agresseur et requiert des jurés son acquittement. Le prince Geoffroy de Choppé son mari, qui a cependant reconnu au juge qu'il vivait aux crochets de son épouse, rabroue la pitié de la star et fait en sorte que Philippe Lutcher l'asocial isolé et cynique qui n'est cependant pas l'anarchiste politique inculte que l'on croyait, se voit condamné à un an de prison.
Ayant purgé sa peine, Philippe est accueilli à sa sortie de prison par une Clara amoureuse de lui dont la sincérité lui fait oublier la comédienne au profit de la femme. Une idylle se noue entre ces deux êtres que tout semblait séparer. La force de leur amour convainc même le prince de Choppé, pourtant profondément meurtri par la trahison de sa femme, de s'effacer.
Néanmoins Philippe ne croit pourtant pas vraiment dans la sincérité de Clara. Son doute se confirme lorsqu’il voit Clara tourner un film dans une scène de rattrapage de pellicule rayée lors d'un dernier tournage. Elle doit jouer en urgence et de nuit dans la gare Saint-Lazare une scène dans laquelle on y voit un homme tirer sur une star de cinéma. Pour Philippe c'est leur histoire d'amour qui a fait l'objet de cette dernière scène de film. C'est donc ainsi, pense-t-il, que Clara vit leur passion, comme une fiction, un film. Pour cela, il la quitte. Elle lui propose de l'argent mais il accepte seulement cent francs pour se remettre à flots. Son dernier mot à Clara, qu'il n'a jamais prononcé avant, est Pardon puis il la quitte... Désormais, Philippe est persuadé que son amour pour Clara continuera quand il la regardera silencieusement et inconnu de tous, dans l'obscurité sur l'écran de cinéma où rêve, bonheur et amours sont éternels.

## Fiche technique
- Titre : Le Bonheur
- Réalisation : Marcel L'Herbier, assisté de Jean Dréville et d'Ève Francis
- Scénario : Michel Duran, d'après la pièce d'Henri Bernstein
- Direction artistique : Ève Francis
- Photographie : Harry Stradling Sr.
- Son : Robert Teisseire
- Montage : Jacques Manuel
- Musique : Billy Colson
- Décors : Guy de Gastyne
- Costumes : Jacques Manuel
- Producteurs : Bernard Natan et Émile Natan
- Société de production : Pathé-Natan
- Pays de production :  France
- Format : Noir et blanc — 35 mm — 1,37:1 — Son : Mono
- Genre : Film dramatique, Drame psychologique, Mélodrame
- Durée : 98 minutes
- Date de sortie : 
  - France : 15 septembre 1934
- Affiche : Jacques Bonneaud, Jean-Adrien Mercier (France)

## Distribution
- Gaby Morlay : la princesse de Choppé alias Clara Stuart
- Charles Boyer : Philippe Lutcher
- Michel Simon : Noël Malpiaz
- Jaque Catelain : Geoffroy de Choppé
- Paulette Dubost : Louise
- Jean Toulout : Maître Balbant
- Henri Richard : Le juge d'instruction
- Claude Roussell : La dactylo
- Robert Colette : Edmond
- Léon Arvel : L'avocat général
- Georges Mauloy : Le président des Assises
- Pierre Finaly : Le directeur de l'Écho du Monde
- Jean Marais : Un journaliste
- Raymond Destac : Un journaliste
- Sylvain Itkine : Un journaliste
- Gaston Mauger : Blomberg
- Charles Léger : Le greffier
- Marie-Jacqueline Chantal : Dame à l'audience
- Marguerite de Morlaye : Dame à l'audience
- Franck Maurice : Un gendarme

## Critiques
- Olivier Père, critique de cinéma pour Arte écrit en avril 2014 : «  Le Bonheur est un film magistral, tant sur le plan de la mise en scène ample et sophistiquée que de l’interprétation, avec deux des plus grandes vedettes de l’époque, Charles Boyer et Gaby Morlay dans des rôles inhabituels qui leur offrent l’occasion de performances extraordinaires. On y retrouve aussi Michel Simon qui se livre à une composition gratinée d’impresario homosexuel, et Paulette Dubost, charmante en naïve amoureuse de Lutcher. Le Bonheur est admirable parce que L’Herbier y poursuit ses ambitions de cinéma artistique et prestigieux, et même volontiers intellectuel, en abordant un matériau qui relève du mélodrame le plus délirant. »[réf. nécessaire]
- Aux Assises, durant la séquence de l’interrogation de Malpiaz, personnage interprété par Michel Simon, on aperçoit au premier rang des journalistes la présence d’un simple figurant, alors inconnu : Jean Marais[1]